# Amphicyonidae
Gli anficionidi (Amphicyonidae), o amficionidi, sono una famiglia di mammiferi carnivori estinti, noti anche come orsi–cani. Nonostante gli Amphicyonidae siano stati tradizionalmente considerati strettamente imparentati con gli Ursidae (orsi), alcuni aspetti suggeriscono invece che si trattasse di caniformi basali. Vissero tra l'Eocene superiore e il Miocene superiore, all'incirca da 37 a 9 milioni di anni fa (Hunt, 2004b). Avevano all'incirca la taglia di un orso nero americano e cacciavano probabilmente tendendo agguati, dal momento che le loro zampe erano fatte solamente per brevi ed improvvisi scatti di velocità. Inoltre, i cani-orsi allevavano i loro piccoli in tane sotterranee.

## Classificazione
Gli anficionidi erano simili ai canidi primitivi per quanto riguarda le proporzioni del corpo, ma avevano una struttura più pesante simile a quella di un orso.
La maggior parte di questi mammiferi camminava in modo plantigrado come gli orsi (cioè con le ossa del piede appoggiate al terreno) e non in modo digitigrado come i cani (i cui le ossa delle dita funzionano solo come estensione della lunghezza della gamba, appoggiando al suolo solo le punte).
Alcuni paleontologi considerano gli anficionidi come famiglia indipendente all'interno del sottordine Caniformi, altri li vedono invece più strettamente legati agli orsi e propongono di includerli nell'infraordine Arctoidea.

## Evoluzione
I resti più antichi di anficionidi appartengono al genere Simamphicyon e sono datati tra i 40,4 e i 37,2 milioni di anni fa in pieno Eocene. Tuttavia, secondo alcuni paleontologi, questa specie è da considerarsi come un membro specializzato degli antichi Miacidae. In questo caso il più antico esponente dei cani-orso diventa il suo contemporaneo Daphoenus, i cui resti risalgono al periodo Bartoniano (40,4-37,2 milioni di anni fa) dell'Eocene. Il suo ritrovamento in Nordamerica smentisce però la teoria comune che vede gli anficionidi originari dell'Asia.
Al periodo Priaboniano (37,2 - 33,9 milioni di anni fa) dell'Eocene risalgono i primi esponenti euroasiatici: Cynodictis e Guangxicyon, quest'ultimo ritrovato nel sud della Cina.
Dalla fine dell'Eocene e per tutto l'Oligocene assistiamo ad un continuo diversificarsi di specie della sottofamiglia Daphoninae e alla migrazione, in Nordamerica, nel periodo Rupeliano (33,9 - 28,4 milioni di anni fa), dei primi rappresentanti della sottofamiglia Amphicyoninae rappresentati dai generi Ysengrinia e Cynelos.

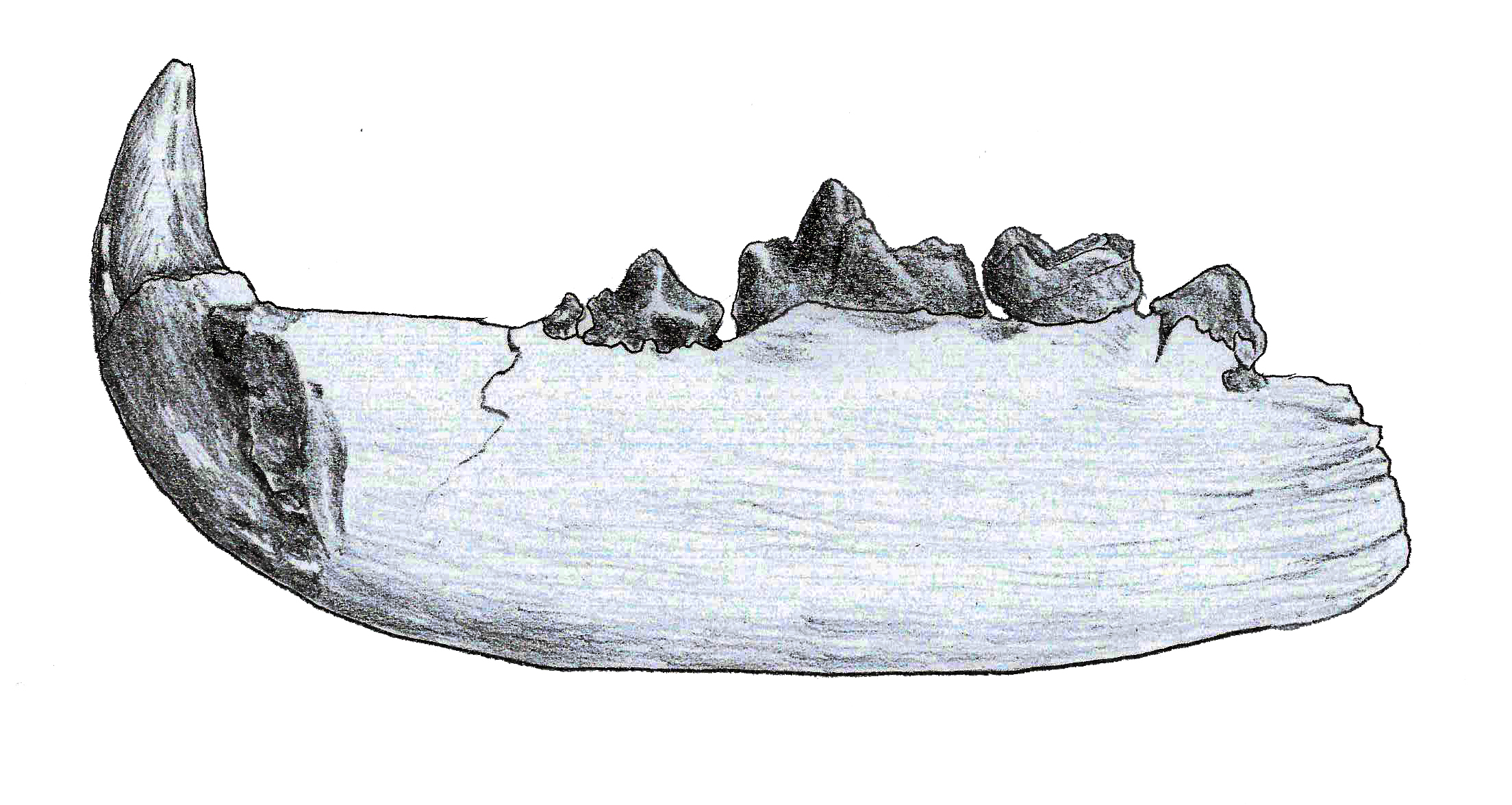
Mandibola di Pseudocyon sansaniensis

Per tutto l'Oligocene gli anficionidi presentano forme che non superano mai i cento chilogrammi di peso, per il genere Paradaphoenus addirittura si stima che non superasse i due chilogrammi. La ragione di queste misure limitate è da attribuirsi alla contemporanea presenza di predatori più sviluppati, evolutisi precedentemente come i creodonti Sarkastodon o Hyaenodon, grandi cacciatori dei mesonichidi, nonché alla concorrenza dei Nimravidi e degli Entelodonti, tutti efficienti predatori. Ciò ha spinto gli anficionidi a specializzarsi nella caccia di quelle prede troppo piccole e veloci per i grandi carnivori dell'epoca.
Il raffreddamento del clima che sancisce il passaggio tra Oligocene e Miocene porta alla riduzione delle foreste, allo sviluppo dell'erba e alla conseguente comparsa di specie erbivore più adatte alle grandi migrazioni. Ciò ha avvantaggiato i piccoli e veloci anficionidi come Amphicyon, Pseudocyon o Ictiocyon nei confronti dei grandi carnivori precedenti.
Questo influsso di anficionini, accompagnati da altri ungulati del Vecchio Mondo e da altri piccoli mammiferi, indica un intervallo prolungato (da 23 a 16,5 milioni di anni fa) di scambio faunistico tra Asia e Nordamerica nel Miocene inferiore, tramite la via naturale della trans-Beringia (Hunt, 2004a). Daphoenodon e i temnocionini del Nuovo Mondo convissero con gli anficionini del Vecchio Mondo (Ysengrinia, Amphicyon, Cynelos) tra i 23,7 e i 17,5 milioni di anni fa. (Hunt, 2004b).

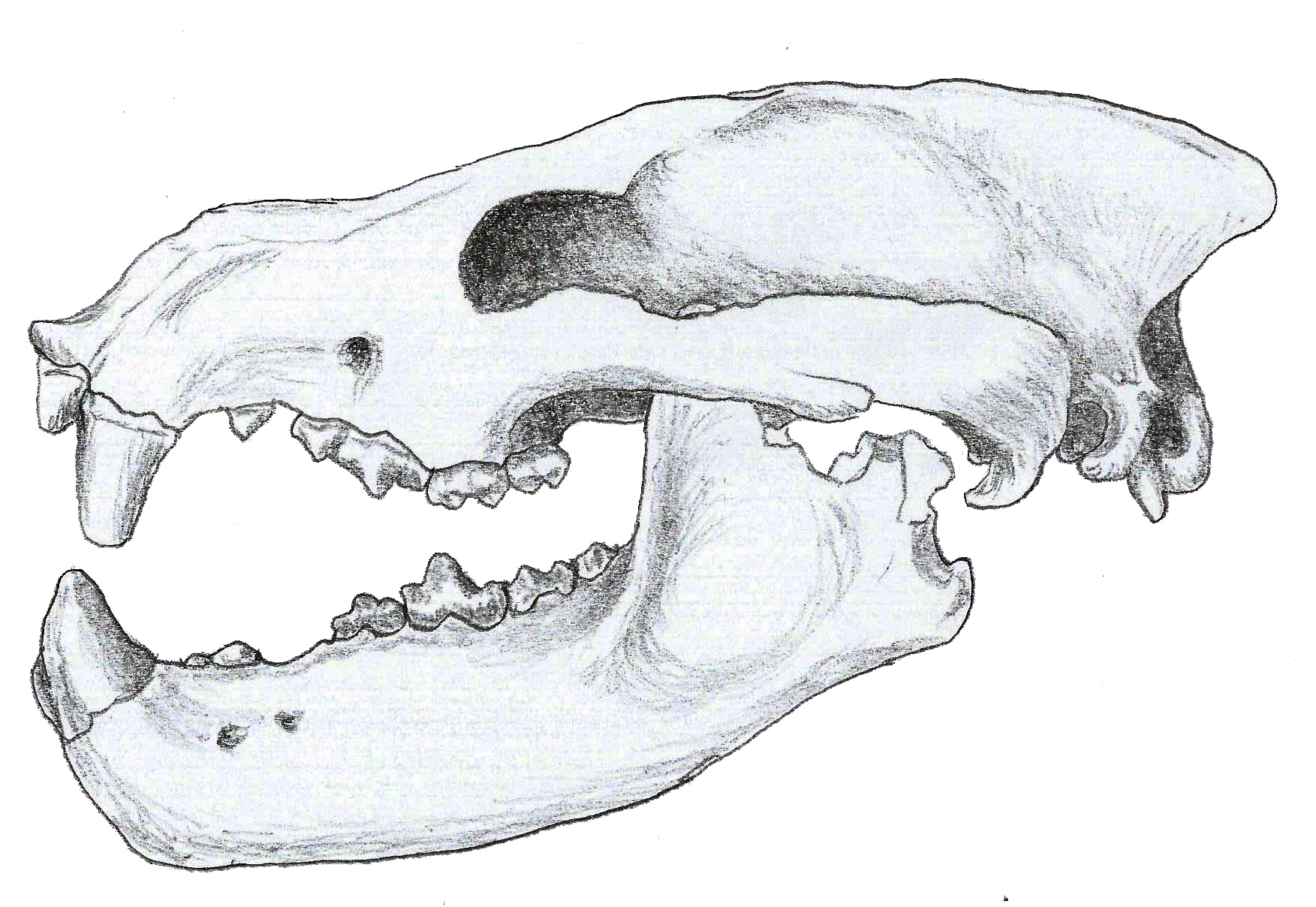
Cranio di Ysengrinia americana

Dalla fine del Miocene all'inizio del Pliocene entrano in scena gli antenati di tutte le attuali famiglie di carnivori. I primi esponenti di lupi, volpi e dei Felidi moderni possedevano organi sviluppati per vivere in ambienti come pianure e steppe, ma anche più elevati livelli di intelligenza. Studi di reperti fossili di crani e calchi di cervelli denotano uno sviluppo mentale inferiore ai contemporanei carnivori moderni e indirizzato unicamente verso i senti di olfatto e vista, a scapito della parte del cervello predisposta alla soluzione dei problemi e alla nascita di possibili relazioni sociali con altri simili. Non ci sono prove fossili che possano sostenere per gli anficionidi la possibilità che cacciassero in branco.
La competizione con carnivori più efficienti e l'evoluzione degli ungulati in forme sempre più veloci e agili possono essere i fattori che decretano la scomparsa di quasi tutti gli esponenti della famiglia alla fine del Miocene.
L'unica eccezione è data da Arctamphicyon che sembra aver resistito in Asia fino al Pliocene inferiore.

## Schema evolutivo

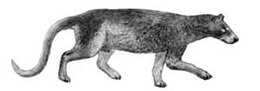
Daphoenus vetus

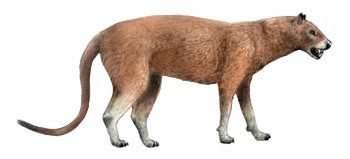
Daphoenodon superbus

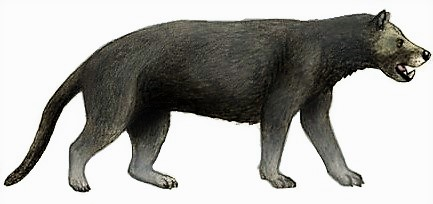
Ysengrinia americana

```
†
Amphicyonidae

  |?- †
Simamphicyon helveticus

  |?- †
Symplectocyon
 
  |?- †
Vishnucyon
 
  |?- †
Harpagocyon

  `--+--o †Daphoeninae 
     |  |--+--o †
Daphoenus
 
     |  |  |  |-- †
D. hartshornianus
 
     |  |  |  |-- †
D. lambei
 
     |  |  |  |-- †
D. ruber
 
     |  |  |  |-- †
D. socialis
 
     |  |  |  |-- †
D. transversus
 
     |  |  |  `-- †
D. vetus

     |  |  |--o †
Paradaphoenus
 
     |  |  |  |-- †
P. cuspigerus
 
     |  |  |  |-- †
P. minimus
 
     |  |  |  `-- †
P. tooheyi
 
     |  |  `--+--o †
Daphoenodon
 
     |  |     |-- †
D. falkenbachi
 
     |  |     |-- †
D. notionastes
 
     |  |     |-- †
D. skinneri
 
     |  |     |-- †
D. superbus
 
     |  |     `--o †
Borocyon (Daphoenodon)

     |  |        |-- †
B. neomexicanus

     |  |        |-- †
B. niobrarensis

     |  |        `-- †
B.robustum

     |  `-- †
Daphoenictis

     |      `--+--o †
Brachyrhynchocyon
 
     |         |  |-- †
B. dodgei
 (sin. †
Daphoenocyon minor
)
     |         |  |-- †
B. intermedius
 
     |         |  `-- †
B. montanus

     |         `--o †
Adilophontes

     |            `-- †
A. brachykolos

     `--o †Amphicyoninae 
        |?- †
Guangxicyon sinoamericanus

        |?- †
Euroamphicyon olisiponensis
 
        |?- †
Amphicyanis

        |--o †
Brachycyon
 
        |  |-- †
B. reyi
 
        |  |-- †
B. palaeolycos

        |  `-- †
B. gaudryi

        `--+--+--o †
Cynodictis

           |  |  `-- †
C. elegans

           |  `?-+--o †Haplocyoninae
           |     |  |--o †
Haplocyon
 
           |     |  |  |-- †
H. dombrowski

           |     |  |  |-- †
H. elegans

           |     |  |  `-- †
H. crucians

           |     |  |--o †
Haplocyonoides
 
           |     |  |  |-- †
H. mordax

           |     |  |  |-- †
H. serbiae

           |     |  |  `-- †
H. ponticus

           |     |  `-- †
Haplocyonopsis

           |     `?-o †Temnocyoninae
           |        |?- †
Protemnocyon inflatus

           |        |--o †
Temnocyon
 
           |        |  |-- †
T. altigenis
 
           |        |  |-- †
T. ferox
 
           |        |  |-- †
T. percussor
 
           |        |  |-- †
T. typicus
 
           |        |  `-- †
T. wallovianus

           |        |-- †
Rudiocyon  amplidens

           |        |--o †
Delotrocanter

           |        |  |-- †
D. petersoni

           |        |  |-- †
D. oryktes

           |        |  `-- †
D. major

           |        `--o †
Mammacyon

           |           |-- †
M. obtusidens

           |           `-- †
M. ferocior

           |-- †
Pseudamphicyon lupinus
 
           |-- †
Sarcocyon ferox

           `--+--+--o †
Pseudocyonopsis

              |  |  |-- †
P. antiquus

              |  |  |-- †
P. quercensis

              |  |  `--+-- †
P. ambiguus

              |  |     `--o †
Magericyon
 
              |  |        |-- †
M. anceps
 
              |  |        `-- †
M. castellanus
 
              |  |--o †
Goupilictis
 
              |  `--+--o †
Ysengrinia
 
              |     |  |-- †
Y. gerardiana
 
              |     |  |-- †
Y. ginsburgi
 
              |     |  |-- †
Y. valentiana
 
              |     |  |-- †
Y. tolosana
 
              |     |  |-- †
Y. depereti
 
              |     |  `-- †
Y. americana
 
              |     `?-o †
Thaumastocyon
 
              |        |-- †
T. dirus

              |        `-- †
T. bourgeoisi

              |-- †
Harpagophagus sanguinensis
 
              `--+--o †
Cynelos
 
                 |  |-- †
C. caroniavorus
 
                 |  |-- †
C. crassidens

                 |  |-- †
C. piveteaui

                 |  |-- †
C. quercensis

                 |  |-- †
C. bohemicus
 
                 |  |-- †
C. helbingi

                 |  |-- †
C. lemanensis
 
                 |  |-- †
C. rugosidens

                 |  |-- †
C. schlosseri

                 |  |-- †
C. sinapius
 
                 |  |-- †
C. idoneus
 
                 |  `--+-- †
C. euryodon
 
                 |     `-- †
C. macrodon

                 |--+--o †
Ictiocyon socialis

                 |  `--o †
Pseudarctos bavaricus
 
                 |--o †
Pliocyon
 
                 |  |-- †
P. medius
 
                 |  |-- †
P. ossifragus
 
                 |  `-- †
P. robustus

                 |--+--o †
Pseudocyon
 
                 |  |-- †
P. sansaniensis
 
                 |  |-- †
P. steinheimensis
 
                 |  |-- †
P. styriacus

                 |  `-- †
P. intermedius
 
                 |--+-- †
Arctamphicyon

                 |  `--+-- †
Hubacyon pannonicus

                 |     `--+--o †
Megamphicyon
 
                 |        |  `-- †
M. giganteus
 
                 |        `--+-- †
Afrocyon
 
                 |           `--+-- †
Ischyrocyon gidleyi
 
                 |              `--+?- †
Hadrocyon mohavensis
 
                 |                 `--+--o †
Agnotherium
 
                 |                    |  |-- †
A. grivense
 
                 |                    |  `-- †
A. antiquus

                 |                    `--+-- †
Myacyon

                 |                        `--o †
Gobicyon
 
                 |                           |-- †
G. macrognathus

                 |                           `-- †
G. zhegalloi

                 |?- †
Crassidia intermedia

                 `--o †
Amphicyon
 
                    |--+-- †
A. galushai
 
                    |  |-- †
A. frendens
 
                    |  |  `-- †
A. ingens
 
                    |  |-- †
A. astrei

                    |  |-- †
A. aurelianensis

                    |  |-- †
A. caucasicus

                    |  |-- †
A. confucianus

                    |  |--+?- †
A. laugnacensis

                    |  |  |?- †
A. lathanicus

                    |  |  `?- †
A. giganteus
 
                    |  |-- †
A. eibiswaldensis

                    |  |-- †
A. longiramus
 
                    |  |-- †
A. major
 
                    |  |-- †
A. pontoni
 
                    |  |-- †
A. serus

                    |  |-- †
A. styriacus

                    |  |-- †
A. reinheimeri
 
                    |  |-- †
A. riggsi
 
                    |  |-- †
A. tairumensis

                    |  `-- †
A. ulungurensis

                    `-- †“Amphicyon” 
gutmanni
```